# UCI Africa Tour 2022
UCI Africa Tour 2022 – 18. edycja cyklu wyścigów UCI Africa Tour, która odbyła się od października 2021 do czerwca 2022.
Seria UCI Africa Tour, podobnie jak pozostałe cykle kontynentalne (UCI America Tour, UCI Asia Tour, UCI Europe Tour, UCI Oceania Tour), powstała w 2005 jako zaplecze dla utworzonego w tym samym czasie UCI ProTour (później przekształconego w UCI World Tour). W 2020 odbyła się pierwsza edycja cyklu UCI ProSeries utworzonego jako drugi poziom wyścigów z kalendarza UCI, w związku z czym UCI Africa Tour, podobnie jak pozostałe cykle kontynentalne, od sezonu 2020 stała się trzecim poziomem zmagań w kalendarzu UCI.
Cykl UCI Africa Tour w sezonie 2022 objął ostatecznie cztery wyścigi (wszystkie wieloetapowe), rozgrywane między 29 października 2021 a 12 czerwca 2022, a większość z kilkunastu początkowo planowanych w kalendarzu zawodów cyklu zostało odwołanych.

## Kalendarz
Opracowano na podstawie:
| UCI Africa Tour 2022               | UCI Africa Tour 2022 | UCI Africa Tour 2022    | UCI Africa Tour 2022 | UCI Africa Tour 2022                                 | UCI Africa Tour 2022                                   | UCI Africa Tour 2022           | UCI Africa Tour 2022 |
| Data                               | Państwo              | Wyścig                  | Kat.                 | Zwycięzca                                            | Drugie miejsce                                         | Trzecie miejsce                |                      |
| ---------------------------------- | -------------------- | ----------------------- | -------------------- | ---------------------------------------------------- | ------------------------------------------------------ | ------------------------------ | -------------------- |
| 29 października – 7 listopada 2021 | Burkina Faso         | Tour du Faso            | 2.2                  | Daniel Bichlmann (Team KIBAG-OBOR-CKT)               | Oussama Khafi (Maroko)                                 | Souleymane Koné (Burkina Faso) |                      |
| 20 – 27 lutego 2022                | Rwanda               | Tour du Rwanda          | 2.1                  | Natnael Tesfatsion (Drone Hopper-Androni Giocattoli) | Anatolij Budiak (Terengganu Polygon Cycling Team)      | Jesse Ewart (Bike Aid)         |                      |
| 3 – 8 maja 2022                    | Benin                | Tour du Bénin           | 2.2                  | Marcel Peschges (Embrace The World Cycling)          | Jarri Stravers (Global Cycling Team)                   | Adil El Arbaoui (Maroko)       |                      |
| 4 – 12 czerwca 2022                | Kamerun              | Tour du Cameroun        | 2.2                  | Moïse Mugisha (Rwanda)                               | Jordan Andreew (Martigues Sport Cyclisme Payden-Rygel) | Artuce Tella (SNH Vélo Club)   |                      |
| 3 – 8 października 2022            | Kamerun              | Grand Prix Chantal Biya | 2.2                  | Axel Taillandier (UC Cholet 49)                      | Lukáš Kubiš (Dukla Banská Bystrica)                    | Clovis Kamzong (SNH Vélo Club) |                      |